# Pochazia gradiens
Pochazia gradiens är en insektsart som beskrevs av Walker 1857. Pochazia gradiens ingår i släktet Pochazia och familjen Ricaniidae. Inga underarter finns listade i Catalogue of Life.